# Стрепи-Тийо
Стрепи-Тийо (на френски: Strépy-Thieu) е воден асансьор на Централния канал във Валония (Белгия).
Строителството му е започнато през 1982 и завършено през 2002 г. Чрез него може да се преодолее денивелация от 73 метра.
Това е най-големият асансьор за кораби в света. Съоръжението заменя предишните 4 асансьора и 2 шлюза. Той е окончателният завършек на програма, позволяваща на кораби с габарити от 1350 тона да преминат от водния басейн на р. Маас в този на Еско.